# 2 Fast 2 Furious (videojuego)
2 Fast 2 Furious es un videojuego de carreras desarrollado por Digital Bridges y publicado por dbi Games  para móviles basado en la película del mismo nombre. Es la secuela de   The Fast and the Furious  y el segundo juego de la serie de juegos de carreras basado en la franquicia The Fast and the Furious.

## Jugabilidad
El juego utiliza un motor pseudo-3D con el jugador controlando el automóvil desde una perspectiva en tercera persona. Los controles simplemente implican dirección, aceleración y frenado y uso de nitro (si está equipado). El objetivo del juego es ganar las doce carreras en orden y ganar la mayor cantidad de dinero. El auto sufre daños cuando choca con otros autos y si choca demasiado el jugador tendrá que abandonar la carrera. Se gana dinero por ganar carreras y se puede usar para comprar mejoras para el automóvil.

## Antecedentes
Un juego basado en la franquicia para PlayStation 2 y Xbox fue desarrollado por Genki, el desarrollador de los juegos Tokyo Xtreme Racer, y publicado por Universal, pero jamás fue lanzado. El lanzamiento estaba previsto para noviembre de 2003 bajo el nombre The Fast and the Furious. Se mostró en el E3 2003. Después de eso no se dio más información sobre el juego.